# In My Remains
"In My Remains" (título de trabalho "One Forty") é uma canção da banda americana de rock Linkin Park. Ele entrou nas paradas de singles alemães no número 83, embora não tenha sido lançada como single. A canção foi escrita pela banda e co-produzido pelo vocalista Mike Shinoda e Rick Rubin.

## Paradas musicais
| Paradas (2012)              | Melhor posição |
| --------------------------- | -------------- |
| Alemanha (Media Control AG) | 83             |
| França (SNEP)               | 151            |
| Reino Unido (UK Rock Chart) | 10             |